# Ronnie Thompkins
Ronald  Lee "Ronnie" Thompkins (ur. 28 września 1967 w Jackson, zm. 12 września 2003 w Nowym Jorku) – amerykański koszykarz, występujący na pozycji skrzydłowego.
W swoim najbardziej udanym statystycznie spotkaniu w lidze filipińskiej zdobył 54 punkty, miało to miejsce 15 sierpnia 1993 r. w spotkaniu przeciw drużynie z San Miguel.
W 1996 r. został zawieszony z powodu wykrycia w jego organizmie marihuany, był wtedy zawodnikiem Purefoods występującego w filipińskiej lidze PBA
W sezonie 1998/1999, podczas wygranego 64 : 62 spotkania z PKK Szczecin, ustanowił nadal aktualny rekord Polskiej Ligi Koszykówki (odkąd wprowadzono oficjalne statystyki w sezonie 1998/1999), notując 12 przechwytów.
Ronald Lee Thompkins zginął w wypadku samochodowym 12 września 2003 r. w Nowym Jorku. Spoczął na cmentarzu Woodlawn w Grand Rapids.

## Osiągnięcia
College
- Zaliczony do[6]:
  - I składu:
    - Central States Intercollegiate Conference (CSIC – 1988)
    - All-District 10 (1988)

  - III składu NJCAA All-American (1986)[7]
  - składu honorable mention NAIA All-Americans  (1988)

Drużynowe
- Mistrz Wenezueli (1995)[8]
- Zdobywca Pucharu Komisarza PBA (1993 – Filipiny)[3]

Indywidualne
- MVP ligi GBA (1992)
- MVP meczu gwiazd Wenezueli (1999)[9]
- Lider PLK w:[10]
  - zbiórkach (1998)
  - blokach (1998)
- Laureat nagrody Commissioner's Cup Import (1993 - Filipiny)[3]
- Uczestnik meczu gwiazd ligi:
  - filipińskiej (1993)
  - wenezuelskiej (1999, 2001)[11]
  - PLK (1998)[12]
  - CBA (1993)[13]